# Bola de meia
Bola de meia ou bola de trapos é um brinquedo comum entre as crianças. Trata-se de uma bola de jornal amassado enrolada em uma meia de nylon, servindo como uma bola de futebol improvisada, na falta de uma oficial.
Serviu de inspiração para a canção Bola de meia, bola de gude, de Milton Nascimento, é também citada no livro Brincadeiras de ontem, de Carlos Alberto Almeida Marques.